# Rowetta
Rowetta Idah (1966. január 5. - ) egy brit énekesnő, aki Rowetta, illetve Rowetta Satchell néven ismert. Manchesterben született. Eredetileg a Happy Mondays háttérvokálait biztosította 1991 és 2000 között. A The X Factor első évadában jelent meg 2004-ben, és negyedik helyezést ért el.

## Korai évek
Rowetta egy zsidó anya és nigériai apa lányaként született. Édesapja George Idah politikus volt, később elhagyta a családot. Tehetségét az énekléshez egy verseny megnyerése után ismerte fel, melyen tizenkét évesen vett részt. A Bury Grammar School tanulója volt, később énekesként dolgozott. 1987-ben két kislemezt adott ki a Vanilla Sound Corp mellett. Később az Inner City mellett is dolgozott. Ez idő alatt két dalt adott ki: Back Where We Belong, Passion. 1988-ban a Dynasty of 2val dolgozott, a Stop This Thing című kislemezen. Ezek után rengeteg énekessel dolgozott, például a Simply Red 1991-es Stars című albumán.

### Happy Mondays
1990-ben Rowetta csatlakozott a Happy Mondayshez. Közreműködött Step On című kislemezükön. Ezt két album (Pills 'n' Thrills and Bellyaches, Yes Please!) és három turné követte. Az együttes többször feloszlott és egyesült, viszont 2000-ben végleg szétváltak.
A Happy Mondays feloszlása után nem tért vissza a zeneiparba, viszont megjelent a Michael Winterbottom filmben, mely a 24 Hour Party People címet kapta.

## X Factor
Rowetta legközelebb 2004-ben került reflektorfénybe, amikor a The X Factor első évadába jelentkezett 2004-ben. Miután a Lady Marmalade című dallal meggyőzte a zsűrit, bejutott a 25 felettiek csoportjába, mely csoport mentora Simon Cowell volt.
Kifejező, erőteljes hangja meggyőzte a nézőket, habár rengeteg kritika érte, hiszen ő már korábban is énekelt, míg a többi versenyző kezdő volt. A producerek védték őt, hiszen a műsor mindenki számára nyitott volt. Az énekesnő a legjobb négybe is bejutott, utolsó nőként távozott a versenyből, párbaj nélkül.

## AzX Factorután
2005-ben Rowetta kiadott egy albumot a Gut Records gondozásában.
2005 novemberében és 2006-ban a BBC műsoraiban énekelt, melyek a Children in Need kampány részei voltak.
2006-ban a Footballer's Wivesban jelent meg. Egy évvel később a manchesteri Palace színházban lépett fel, Suranne Jones mellett. 2007 augusztusában a The Terry & Ro Show munkálataiban vett részt Terry Longdennel. Japánban is turnézott, ahol rendkívül népszerű. A The Weakest Link című televíziós műsor vendége is volt, ahol a hetedik körben esett ki a közönség szavazatai által.
2008-ban egy Peter Hookkal készült interjú szerint Rowetta új együttesének (Freebass) debütáló albumára vett fel egy dalt. A Reach Out egy új verziója 2008 végét, és 2009 elejét a Beatport Charts lista első helyén töltötte.
Rowetta saját rádiós műsorát szombatonként délután 4-kor tartja meg a Gaydión. 2009-ben a Black Eyed Peas Boom Boom Pow című dalában működött közre. 2011-ben Rowetta Peter Hook and The Light, Mirror People és The Kino Club mellett dolgozott.